# Евмах (приближённый Митридата VI)
Евмах, Эвмах (др.-греч. Εὔμαχος) — военачальник понтийского царя Митридата VI, бывший недолгое время правителем Галатии.
По свидетельству Плутарха, недовольные политикой понтийского царя Митридата VI, его галатские союзники составили заговор. Однако их замыслы были раскрыты, и Митридат отдал приказ убить всех находившихся в Пергаме галлов вместе с их семьями. Сатрапом Галатии, согласно сведениям Аппиана, царь Понта назначил Евмаха. По замечанию С. Ю. Сапрыкина, Евмах по занимаемому им положению приравнивается к этнарху. Но оставшиеся в живых галатские тетрархи, собрав войско, немедленно изгнали понтийского ставленника вместе с гарнизонами.
Впоследствии Евмах занимался истреблением во Фригии находившихся там римлян, в том числе женщин и детей, а также подчинением Киликии, исавров и писидов, пока Дейотар не напал на воинов Евмаха, убив многих из них.